# 174
El año 174 (CLXXIV) fue un año común comenzado en viernes del calendario juliano, en vigor en aquella fecha.
En el Imperio romano el año fue nombrado el del consulado de Galo y Flaco, o menos frecuentemente, como el 927 ab urbe condita, siendo su denominación como 174 a principios de la Edad Media, al establecerse el anno Domini.

## Acontecimientos
- La emperatriz Faustina la Menor acompaña a su esposo Marco Aurelio en varias campañas militares y disfruta del cariño de los soldados romanos. Aurelio le da el título de Mater Castrorum (Madre del campamento).